# Principados

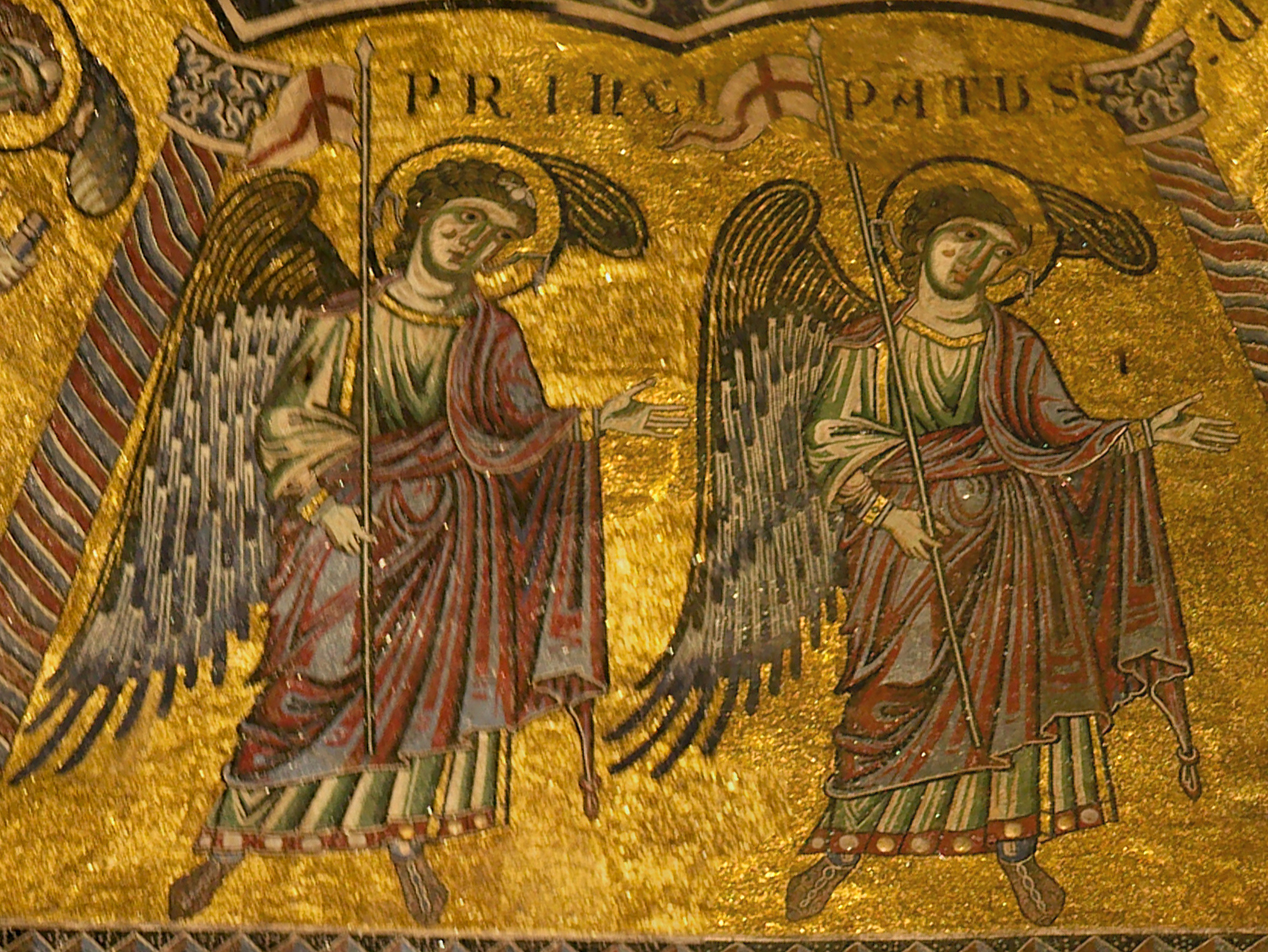
Principados en mosaico del Baptisterio de San Juan (Florencia)

Según la angelología cristiana del Pseudo Dionisio Aeropagita, los Principados (del griego αρχαι arjai, plural de αρχη arjē mencionados en la Epístola a los Efesios 3:10) son la séptima categoría del coro celestial, completando, junto con arcángeles y ángeles, el tercer grupo jerárquico del mismo. Manifiestan el dominio de Dios sobre la naturaleza. También llamados ángeles integradores [cita requerida], los principados son los guardianes de las naciones. Supervisan aquellos eventos que afecten a las naciones, incluyendo política, temas militares y comercio.
En la iconografía bizantina se los reconoce por su atuendo militar y sus armas que incluyen lanzas o hachas, además del lirio en flor y el sello. En la catedral de Chartres se representan en hábito sacerdotal; alba y dalmática junto con el evangeliario. En la catedral de Milán portan en su mano una peña rocosa sobre la que se yergue una fortaleza.